# Sam Nunn
Samuel Augustus Nunn, Jr. (Macon, Geórgia, 8 de setembro de 1938) é um advogado e político americano.
Atualmente é o diretor da Nuclear Threat Initiative (NTI), e já foi senador do estado americano da Geórgia de 1972 a 1997 como membro do Partido Democrata.